# Влетерен
Влетерен (на нидерландски: Vleteren) е селище в Северозападна Белгия, окръг Ипер на провинция Западна Фландрия. Населението му е около 3600 души (2006).